# Chapelle Notre-Dame-du-Rempart de Namur
La chapelle Notre-Dame-du-Rempart (de Namur) est un sanctuaire marial situé à Namur en bordure orientale du parc Louise-Marie au Rempart de la Vierge. Construite en 1868, la chapelle actuelle abrite la statue de Vierge Marie qui se trouvait auparavant sur le rempart extérieur de la ville. Notre-Dame-du-Rempart est proclamée patronne de la ville de Namur par le pape Pie XII le 13 avril 1951. 

## Histoire
Le 8 décembre 1661, le pape Alexandre VII approuve le culte de l’Immaculée Conception en instituant sa fête liturgique, mettant ainsi fin à un débat séculaire. Immédiatement le mayeur et les échevins de Namur décident de placer une statue de Notre-Dame sur un des remparts extérieurs de la ville (au niveau de la gare actuelle). L’inauguration a lieu le 2 mai 1665 : les habitants et autorités demandent à la Vierge-Marie qu’elle protège la ville de l’ennemi. 
En 1757, une chapelle remplace la simple niche de pierre sur pilier, fixée sur le rempart. Moins d’un siècle plus tard, en 1806, la chapelle est reconstruite en style néo-classique par Nicolas Minsart (Dom Jérôme), ancien moine de Boneffe et curé de l'église Saint-Jean l'évangéliste. Elle se trouvait juste à l'extérieur des remparts, au niveau de l'impasse des Ursulines. Mais elle disparaît lorsque l’ensemble des remparts de la ville sont démantelés pour faire place à des voies de circulation.
Une nouvelle chapelle de même style est construite en 1868 (peu de temps après la définition, en 1854, du dogme de l’Immaculée Conception) pour abriter la statue du Rempart. La chapelle est cette fois située le long du parc communal Louise-Marie, où sont encore visibles les fondations des anciens remparts dont les anciennes douves furent transformées en étang. Son frontispice porte le chronogramme : « A la Vierge-Marie, en reconnaissance de sa fidèle protection, les habitants ont dédié cette chapelle ».
Confirmant une longue tradition - la première église paroissiale de Namur fut consacrée à Notre-Dame - le pape Pie XII décrète, le 13 avril 1951, que Notre-Dame-du-Rempart serait la patronne céleste de Namur. Le sanctuaire marial, qui n’est pas paroisse, continue à attirer beaucoup de visiteurs, namurois et autres, surtout lors de cérémonies et fêtes mariales.